# (16735) 1996 JJ
(16735) 1996 JJ là một tiểu hành tinh vành đai chính. Nó được phát hiện bởi Seiji Ueda và Hiroshi Kaneda ở Kushiro, Hokkaidō, Nhật Bản, ngày 8 tháng 5 năm 1996.